# Cambridge, Idaho
Cambridge är en ort i Washington County i Idaho i USA. Vid 2020 års folkräkning hade Cambridge 335 invånare.

## Kända personer från Cambridge
- Herman Welker, politiker